# 邱薇薇
邱薇薇（？—），女，中华人民共和国外交官，曾任中华人民共和国驻棉兰总领事。

## 生平
2012年3月，任驻多米尼克大使馆政务参赞。2015年，任外交部驻澳门特派员公署参赞。2019年7月，出任中华人民共和国驻棉兰总领事。2021年12月，自驻棉兰总领事离任。

## 家庭
邱薇薇已婚，丈夫是资深外交官叶大波。